# Уингфилд, Хамфри
Сэр Хамфри Уингфилд (англ. Humphrey Wingfield; 1481 — 1545) — английский юрист и политик, спикер Палаты общин Англии (1533—1536).

## Ранняя жизнь
Двенадцатый сын сэра Джона Уингфилда из Летерингема, Саффолк, от Элизабет, дочери сэра Джона Фицльюиса из Вест-Хорндона, Эссекс. Его братья — сэр Ричард Уингфилд (1469—1525) и сэр Роберт Уингфилд. Хамфри получил образование в Грейс-Инн, где он был избран чтецом Великого поста в 1517 году. Он входил в состав комиссии по установлению мира как в Эссексе, так и в Саффолке, по крайней мере, с 1509 года.

## Карьера
Чарльз Брэндон, 1-й герцог Саффолк, был двоюродным братом Уингфилдов, а Хамфри был одним из его доверенных лиц, и, вероятно, благодаря его влиянию Хамфри Уингфилд был представлен при дворе. В 1515 году он был назначен камергером жены герцога Саффолка Марии Тюдор, королевы Франции, и, очевидно, проживал в её доме. 28 мая 1517 года он был назначен в королевскую комиссию по расследованию незаконных огораживаний в Саффолке. Судя по всему, в 1518 году он действовал вместе со своим старшим братом, сэром Джоном Уингфилдом, в качестве финансового агента между правительством и герцогом Саффолком.
6 ноября 1520 года Хамфри Уингфилд был избран верховным шерифом графств Норфолк и Саффолк. В 1523 и 1524 годах он был комиссаром по субсидиям для Саффолка и города Ипсвич, а также членом парламента от Ипсвича, его главный офис находился в Брантэме неподалеку. 26 июня 1525 года он был назначен комиссаром присяжных в Саффолке. 5 февраля 1526 года он был законным членом королевского совета. Он был в фаворе у Томаса Уолси и принимал активное участие в создании «Коллегии кардиналов» в Ипсвиче в сентябре 1528 года. 11 июня 1529 года кардинал Томас Уолси назначил его одним из комиссии из двадцати одного юриста под председательством Джон Тейлор должен был рассмотреть дела в канцелярии, а 3 ноября следующего года он был возвращен в парламент Грейт-Ярмута.
В 1530 году падение кардинала Уолси повлекло за собой конфискацию его колледжа в Ипсвиче, и с Хамфри Уингфилдом консультировались в качестве адвоката с целью добиться освобождения колледжа от штрафов, предусмотренных Прамунирами Уолси. С другой стороны, 14 июля 1530 года он был назначен короной комиссаром для расследования владений Уолси в Саффолке. В этом качестве он, заседая вместе с тремя другими членами комиссии в Вудбридже, Саффолк, вынес 19 сентября вердикт о том, что колледж и его земли были конфискованы королем. В то же время он был старшим стюардом Сент-Мэри Меттингема, другого колледжа Саффолка, и заместителем стюарда в Саффолке поместья Сент-Осит, Эссекс.
9 февраля 1533 года Палата общин представила королю Хамфри Уингфилда своим спикером. По словам Эсташа Шапюи, король по этому случаю посвятил его в рыцари. В петиции этого года и часто впоследствии его называют «сэром»; но, согласно списку в «Книге рыцарей» Уолтера Меткалфа, он не был назван до 1537 года. Во время его выступления были приняты акты, отделяющие англиканскую церковь от римского повиновения и утверждающие королевское верховенство; Хамфри Уингфилд поддержал политику Генриха.
Парламент был распущен 4 апреля 1536 года. С началом «Паломничества благодати» в 1536 году Хамфри Уингфилд был одним из дворян Саффолка, на помощь которого правительство полагалось. Он оправдал мнение о нем Томаса Кромвеля, выступив против подстрекательств монахов и других недовольных священнослужителей. В 1536 году он был назначен комиссаром по оценке земель и имущества религиозных домов в Норфолке и Саффолке. За эти услуги он был вознагражден грантом от 29 июня 1537 года на ряд поместий в графствах Эссекс и Саффолк. Согласно письму, написанному им Томасу Кромвелю вскоре после получения гранта, он потерял половину своего состояния из-за смерти жены. 4 июля 1538 года он был назначен в специальную комиссию офицеров и терминеров за измену в шести восточных графствах. Ему также было поручено обследовать оборонительные пункты побережья, когда в 1539 году возникли опасения вторжения. Он был среди рыцарей, назначенных принять принцессу Анну Клевскую в январе 1540 года. После осуждения Генри Куртенэ, 1-го маркиза Эксетера, он получил в аренду его земли в Лалфорд-Сейсе, Арделе, Колчестере и Майл-Энде в Эссексе и Саффолке. Он снова был избран в парламент в качестве члена от Грейт-Ярмута в 1542 году.
Хамфри Уингфилд умер 23 октября 1545 года.

## Семья
Между 1502 и 1512 годами Хамфри Уингфилд женился на Энн, дочери и наследнице сэра Джона Уайзмана из Эссекса и вдове Грегори Адгора, Эдгора или Эдгара, сержанта. Его сын и наследник Роберт женился на Бриджит, дочери сэра Томаса Парджетера, олдермена и лорда-мэра Лондона, в 1530 году. Его дочь Энн вышла замуж за сэра Александра Ньютона.